# Štoky (zámek)
Zámek Štoky stojí v centru městysu Štoky, při křižovatce silnic na Jihlavu, Dobronín a Havlíčkův Brod.

## Historie
První písemná zmínka o Štokách pochází z roku 1278, kdy ji vlastnili Lichtenburkové, ovšem k výstavbě zámku došlo až v roce 1760. Tehdy byl ve vlastnictví hraběte Karla Josefa z Palmů. Ten sem následně přenesl ze Stříteže svoje sídlo. V roce 1840 prodali Palmové panství Hohenzollernům. K posledním šlechtickým držitelům panství patřili princ Bedřich a rumunský král Carol. Ti jej roku 1933 darovali československému státu. To jej v roce 1935 převedlo na Lesní družstvo Štoky, které zde sídlilo do zestátnění a zrušení v roce 1959. V lednu 1996 došlo k obnovení družstva a to zde sídlí do současnosti.